# ニコラス・マスー
ニコラス・アレハンドロ・マスー・フリル（Nicolás Alejandro Massú Frir、1979年10月10日 - ）は、チリのビーニャ・デル・マール出身の元男子プロテニス選手。2004年アテネ五輪で男子シングルス・男子ダブルスともに金メダルを獲得した選手である。これまでにATPツアーでシングルス6勝、ダブルス1勝を挙げている（アテネ五輪含む）。自己最高ランキングはシングルス9位、ダブルス31位。身長182cm、体重80kg。右利き、バックハンド・ストロークは両手打ち。

## 来歴
マスーの家族は祖父はハンガリー人で父親はパレスチナ出身の技師、母親はハンガリー出身の家政婦であった。5歳からテニスを始め、1997年ウィンブルドン選手権と1997年全米オープンジュニア男子ダブルス部門で連続優勝した。同年にプロ転向し、2000年シドニー五輪でもオリンピックのチリ選手団の旗手を務めたことがあった。
2002年2月、アルゼンチン・オープンでプロ初優勝。2004年アテネ五輪にて、フェルナンド・ゴンサレスと組んだ男子ダブルスでは決勝でドイツのニコラス・キーファー/ライナー・シュットラー組を6-2, 4-6, 3-6, 7-6, 6-4で破り、シングルス決勝ではアメリカのマーディ・フィッシュに6-3, 3-6, 2-6, 6-3, 6-4で勝利し、単複とも金メダルを獲得した。オリンピックのテニス競技において男子選手が単複ともに金メダルを獲得したのは、1924年パリ五輪におけるビンセント・リチャーズ以来の偉業であった。
2005年度はシーズンの早い時期に故障を抱え、シングルスでは世界ランキングを大きく落としたが全仏オープン男子ダブルスでフェルナンド・ゴンサレスとペアを組んで準決勝進出を果たしている。この年の全米オープンで、マスーは初めて4大大会の4回戦に勝ち上がり、第8シードのギリェルモ・コリアに4-6, 6-2, 7-6, 2-6, 2-6で敗れた。
2006年2月、マスーはブラジル・オープンでツアーシングルス6勝目を挙げた。しかし、この後は4度の準優勝で止まり、現時点では2007年1月の地元のチリ・オープン決勝でルイス・オルナに敗れた試合を最後に、ツアーの決勝戦から遠ざかった。
2008年北京五輪で、マスーは前回大会の金メダリストとして出場資格を与えられたが、シングルス2回戦・ダブルス1回戦敗退に終わった。
その後は世界ランキングの下降により、ATPツアー下部のATPチャレンジャーツアーへの出場が多くなった。2013年7月にエクアドル・マンタのチャレンジャー大会に出場したのが最後になり、8月に33歳で現役引退を発表した。

## ATPツアー決勝進出結果

### シングルス: 15回 (6勝9敗)
| 大会グレード                                  |
| グランドスラム (0-0)                          |
| テニス・マスターズ・カップ (0-0)              |
| オリンピック (1-0)                            |
| ATPマスターズシリーズ (0-1)                   |
| ATPインターナショナルシリーズ・ゴールド (1-1) |
| ATPインターナショナルシリーズ (4–7)           |

| サーフェス別タイトル |
| ハード (1–2)         |
| クレー (5-7)         |
| 芝 (0-0)             |
| カーペット (0-0)     |

| 結果   | No. | 決勝日         | 大会                 | サーフェス    | 対戦相手                     | スコア                  |
| ------ | --- | -------------- | -------------------- | ------------- | ---------------------------- | ----------------------- |
| 準優勝 | 1.  | 2000年5月7日   | オーランド           | クレー        | フェルナンド・ゴンサレス     | 2–6, 3–6                |
| 準優勝 | 2.  | 2001年1月7日   | アデレード           | ハード        | トミー・ハース               | 3–6, 1–6                |
| 優勝   | 1.  | 2002年2月24日  | ブエノスアイレス     | クレー        | アグスティン・カレリ         | 2–6, 7–6(5), 6–2        |
| 優勝   | 2.  | 2003年7月20日  | アメルスフォールト   | クレー        | レーモン・スロイター         | 6–4, 7–6(3), 6–2        |
| 準優勝 | 3.  | 2003年7月27日  | キッツビュール       | クレー        | ギリェルモ・コリア           | 1–6, 4–6, 2–6           |
| 準優勝 | 4.  | 2003年9月14日  | ブカレスト           | クレー        | ダビド・サンチェス           | 2–6, 2–6                |
| 優勝   | 3.  | 2003年9月28日  | パレルモ             | クレー        | ポール＝アンリ・マチュー     | 1–6, 6–2, 7–6(0)        |
| 準優勝 | 5.  | 2003年10月19日 | マドリード           | ハード (室内) | フアン・カルロス・フェレーロ | 3–6, 4–6, 3–6           |
| 優勝   | 4.  | 2004年7月25日  | キッツビュール       | クレー        | ガストン・ガウディオ         | 7–6(3), 6–4             |
| 優勝   | 5.  | 2004年8月22日  | アテネ五輪           | ハード        | マーディ・フィッシュ         | 6–3, 3–6, 2–6, 6–3, 6–4 |
| 準優勝 | 6.  | 2006年2月5日   | ビニャ・デル・マール | クレー        | ホセ・アカスソ               | 4–6, 3–6                |
| 優勝   | 6.  | 2006年2月26日  | コスタ・ド・サイペ   | クレー        | アルベルト・マルティン       | 6–3, 6–4                |
| 準優勝 | 7.  | 2006年4月30日  | カサブランカ         | クレー        | ダニエレ・ブラッチャーリ     | 1–6, 4–6                |
| 準優勝 | 8.  | 2006年7月23日  | アメルスフォールト   | クレー        | ノバク・ジョコビッチ         | 6–7(5), 4–6             |
| 準優勝 | 9.  | 2007年2月4日   | ビニャ・デル・マール | クレー        | ルイス・オルナ               | 5–7, 3–6                |

### ダブルス: 3回 (1勝2敗)
| 結果   | No. | 決勝日        | 大会               | サーフェス | パートナー                 | 対戦相手                                    | スコア                     |
| ------ | --- | ------------- | ------------------ | ---------- | -------------------------- | ------------------------------------------- | -------------------------- |
| 準優勝 | 1.  | 2004年3月7日  | アカプルコ         | クレー     | フアン・イグナシオ・チェラ | ボブ・ブライアン マイク・ブライアン         | 2–6, 3–6                   |
| 優勝   | 1.  | 2004年8月21日 | アテネ五輪         | ハード     | フェルナンド・ゴンサレス   | ニコラス・キーファー ライナー・シュットラー | 6–2, 4–6, 3–6, 7–6(7), 6–4 |
| 準優勝 | 2.  | 2005年7月24日 | アメルスフォールト | クレー     | フェルナンド・ゴンサレス   | ルイス・オルナ マルティン・ガルシア         | 4–6, 4–6                   |

## 4大大会シングルス成績
略語の説明
| W | F | SF | QF | #R | RR | Q# | LQ | A | Z# | PO | G | S | B | NMS | P | NH |

W=優勝, F=準優勝, SF=ベスト4, QF=ベスト8, #R=#回戦敗退, RR=ラウンドロビン敗退, Q#=予選#回戦敗退, LQ=予選敗退, A=大会不参加, Z#=デビスカップ/BJKカップ地域ゾーン, PO=デビスカップ/BJKカッププレーオフ, G=オリンピック金メダル, S=オリンピック銀メダル, B=オリンピック銅メダル, NMS=マスターズシリーズから降格, P=開催延期, NH=開催なし.
| 大会           | 1999 | 2000 | 2001 | 2002 | 2003 | 2004 | 2005 | 2006 | 2007 | 2008 | 2009 | 2010 | 2011 | 通算成績 |
| -------------- | ---- | ---- | ---- | ---- | ---- | ---- | ---- | ---- | ---- | ---- | ---- | ---- | ---- | -------- |
| 全豪オープン   | A    | A    | 1R   | 1R   | A    | 1R   | 2R   | 1R   | 1R   | 1R   | 1R   | A    | LQ   | 1–8      |
| 全仏オープン   | LQ   | 2R   | 1R   | A    | 2R   | 3R   | 1R   | 3R   | 2R   | LQ   | 2R   | 1R   | A    | 8–9      |
| ウィンブルドン | A    | 1R   | 3R   | 1R   | 2R   | 1R   | 2R   | 1R   | 1R   | A    | A    | 1R   | A    | 4–9      |
| 全米オープン   | LQ   | 1R   | 2R   | 3R   | 3R   | 2R   | 4R   | 2R   | 1R   | LQ   | 1R   | A    | A    | 9–9      |

※: 2005年全米2回戦の不戦勝は通算成績に含まない